# Nomadland
Nomadland – amerykański dramat filmowy z 2020 roku w reżyserii Chloé Zhao, która na podstawie książki Jessiki Bruder Nomadland. W drodze za pracą napisała także scenariusz. Zdjęcia kręcono w stanach Nebraska, Dakota Południowa, Nevada, Arizona i Kalifornia.
Nomadland miał światową premierę 11 września 2020 roku w konkursie głównym na 77. MFF w Wenecji, gdzie zdobył Złotego Lwa. Od 19 lutego 2021 roku obraz pokazywany był na ekranach kin w USA, a 28 maja miał premierę kinową w Polsce.
Film nagrodzono m.in. Oscarem  i nagrodą BAFTA dla najlepszego filmu oraz Złotym Globem dla najlepszego filmu dramatycznego.

## Fabuła
Fern jest starszą kobietą, która traci pracę, a jej mąż umiera. Bezrobotna zaczyna mieszkać w vanie, którym jeździ w poszukiwaniu pracy. W trakcie swych podróży poznaje wielu innych amerykańskich „nomadów”.

## Obsada
- Frances McDormand jako Fern[1]
- David Strathairn jako Dave
- Linda May jako Linda May
- Charlene Swankie jako Swankie
- Bob Wells jako Bob
- Derek Endres jako Derek
- Peter Spears jako Peter
- Tay Strathairn jako James

## Odbiór

### Box office
Przy budżecie szacowanym na pięć milionów dolarów, Nomadland zarobił w USA i Kanadzie ponad dwa miliony, a w pozostałych krajach równowartość ponad 13 mln USD; łącznie ponad 15 milionów.

### Reakcja krytyków
Film spotkał się z dobrą reakcją krytyków. W agregatorze recenzji Rotten Tomatoes 94% z 406 recenzji uznano za pozytywne, a średnia ocen wystawionych na ich podstawie wyniosła 8,80. Z kolei w agregatorze Metacritic średnia ważona ocen z 54 recenzji wyniosła 93 punkty na 100.

### Nagrody
Podczas 74. ceremonii wręczenia nagród BAFTA, Nomadland został wyróżniony statuetkami za najlepszy film, reżyserię, rolę aktorki pierwszoplanowej i zdjęcia
Na 93. ceremonii wręczenia Oscarów w 2021 roku, dramat otrzymał statuetkę za najlepszy film, Chloé Zhao za najlepszą reżyserię a Frances McDormand za najlepszą kobiecą rolę pierwszoplanową.